# Амвадж
Амвадж[уточнить] (араб. جزر أمواج‎) — искусственный архипелаг в Персидском заливе. Административно относится к мухафазе Мухаррак (Бахрейн).

## География, описание
Острова Амвадж расположены чуть северо-восточнее острова Мухаррак и соединены с ним двумя автомобильными мостами (козуэй) длиной по километру. Архипелаг имеет условно прямоугольную форму, его размеры 2,4 на 2,1 км, площадь — 2,79 км², по переписи 2010 года там проживали около 10 тысяч человек.

В домах архипелага используются передовые технологии, например, вакуумная канализация, оптоволокно. На островах есть как офисные (в том числе высотные, до 23 этажей), так и жилые здания, гостиница «Ротана» на 311 номеров, школа, университет, больница, АЗС, парк развлечений, круглая стоянка для яхт диаметром 240 метров на 140 судов.

Стоимость строительства составила 1,5 миллиарда долларов.
Архипелаг состоит из девяти островов:
- Амвадж — его часть под названием Плавучий город (здесь проживают около 60 % населения архипелага) окружена глубокими и широкими каналами, что позволяет пользоваться судами длиной до 70 метров.
- Тала — остров разделён на 31 квартал. Имеются 48 вилл с частными пляжами, дома на 558 квартир, 42 магазина, водный парк, спортивные центры, теннисный клуб, рестораны, кофейни.
- Наджмах
- Вардех
- Хамама
- Дальфене
- Фараша
- Дильмуния
- Кассар-Джурди

## История
План по созданию искусственного архипелага, на котором иностранцы, проживающие в Бахрейне, могли приобрести землю в полную собственность, возник в 2000 году. Также на это решение повлиял дефицит земли в этом маленьком островном государстве (площадь суши Бахрейна — 765 км²). Главным подрядчиком выступила фирма Oasis Real Estate Development Company. Работы начались в 2002 году, и уже в следующем году первый этап был завершён. В 2004 году начался второй этап: компании Cisco Systems и Oracle Corporation начали прокладку коммуникаций (телефон, телевидение, интернет и пр.) К 2016 году архипелаг обеспечен всем необходимым для комфортной жизни: электричество, дороги, центральное водоснабжение, канализация, электросвязь и т. п.